# 西郷真理子
西郷 真理子（さいごう まりこ、1951年10月31日） - ）は、日本の都市計画家。株式会社まちづくりカンパニー・シープネットワーク代表取締役。東京大学大学院工学系研究科非常勤講師。

## 略歴
1975年、明治大学工学部建築学科卒業。高松丸亀町商店街（香川県高松市）の再開発事業や川越蔵づくりの町並み（埼玉県川越市）の保存、長浜の商店街（滋賀県長浜市）の活性化など、各地のまちづくり活動に関わりながら、国土交通省、経済産業省、総務省の関連委員会の各委員などを務める。

## 主な受賞歴
- 2008年 日本都市計画学会賞石川賞受賞
- 2008年 アジア国際都市開発総合特別賞受賞（MIPIM Asia Award 総合賞 SPECIAL JURY AWARD）
- 2010年 日経ウーマン・オブ・ザ・イヤー大賞受賞
- 2011年 カンヌ国際都市開発未来プロジェクト最優秀賞受賞（MIPIM Awards 2011）
- 2011年 東日本大震災復興構想会議専門委員会委員
- 2012年 「世界で活躍し『日本』を発信する日本人」内閣府国家戦略室選出

## 関連リンク
- ふるさと財団「地域再生マネージャー」情報
- まちづくり情報サイト「街元気」タウンプロデューサーについて